# 児童学研究科
児童学研究科（じどうがくけんきゅうか）は、日本の大学院研究科。おもに女子大学大学院に設置され、児童・幼児の教育学に関する高度な研究を実施している。児童学の専門教育・研究の場である。なお、大学学部課程は、児童学部や子ども学部、教育学部などである。

## 設置大学院
- 鎌倉女子大学大学院	児童学研究科-児童学専攻
- 聖徳大学大学院	児童学研究科-児童学専攻
- 白梅学園大学大学院	子ども学研究科-子ども学専攻